# Wereldkampioenschappen baanwielrennen 1906
De wereldkampioenschappen baanwielrennen 1906 werden van 29 juli tot en met 5 augustus 1906 gehouden in het Zwitserse Genève. Er stonden vier onderdelen op het programma, twee voor beroepsrenners en twee voor amateurs.

## Uitslagen

### Beroepsrenners
| Onderdeel | Goud       | Goud               | Zilver    | Zilver              | Brons       | Brons              |
| --------- | ---------- | ------------------ | --------- | ------------------- | ----------- | ------------------ |
| Sprint    | Denemarken | Thorvald Ellegaard | Frankrijk | Gabriel Poulain     | Frankrijk   | Émile Friol        |
| Stayeren  | Frankrijk  | Louis Darragon     | België    | Arthur Vanderstuyft | Zwitserland | Jules Schwitzgubel |

### Amateurs
| Onderdeel | Goud      | Goud               | Zilver    | Zilver        | Brons     | Brons             |
| --------- | --------- | ------------------ | --------- | ------------- | --------- | ----------------- |
| Sprint    | Italië    | Francesco Verri    | Frankrijk | Émile Delage  | Frankrijk | Dario Rondelli    |
| Stayeren  | Frankrijk | Maurice Bardonneau | België    | Victor Tubbax | Frankrijk | Émile Eigeldinger |

### Medaillespiegel
| Plaats | Land        | Goud | Zilver | Brons | Totaal |
| 1      | Frankrijk   | 2    | 2      | 3     | 7      |
| 2      | Denemarken  | 1    | 0      | 0     | 1      |
| 2      | Italië      | 1    | 0      | 0     | 1      |
| 4      | België      | 0    | 2      | 0     | 2      |
| 5      | Zwitserland | 0    | 0      | 1     | 1      |
| Totaal | Totaal      | 4    | 4      | 4     | 12     |

Edities

1893 ·
1894 ·
1895 ·
1896 ·
1897 ·
1898 ·
1899 ·
1900 ·
1901 ·
1902 ·
1903 ·
1904 ·
1905 ·
1906 ·
1907 ·
1908 ·
1909 ·
1910 ·
1911 ·
1912 ·
1913 ·
1914 ·
1915 · 1916 · 1917 · 1918 · 1919 ·
1920 ·
1921 ·
1922 ·
1923 ·
1924 ·
1925 ·
1926 ·
1927 ·
1928 ·
1929 ·
1930 ·
1931 ·
1932 ·
1933 ·
1934 ·
1935 ·
1936 ·
1937 ·
1938 ·
1939 ·
1940 · 1941 · 1942 · 1943 · 1944 · 1945 ·
1946 ·
1947 ·
1948 ·
1949 ·
1950 ·
1951 ·
1952 ·
1953 ·
1954 ·
1955 ·
1956 ·
1957 ·
1958 ·
1959 ·
1960 ·
1961 ·
1962 ·
1963 ·
1964 ·
1965 ·
1966 ·
1967 ·
1968 ·
1969 ·
1970 ·
1971 ·
1972 ·
1973 ·
1974 ·
1975 ·
1976 ·
1977 ·
1978 ·
1979 ·
1980 ·
1981 ·
1982 ·
1983 ·
1984 ·
1985 ·
1986 ·
1987 ·
1988 ·
1989 ·
1990 ·
1991 ·
1992 ·
1993 ·
1994 ·
1995 ·
1996 ·
1997 ·
1998 ·
1999 ·
2000 ·
2001 ·
2002 ·
2003 ·
2004 ·
2005 ·
2006 ·
2007 ·
2008 ·
2009 ·
2010 ·
2011 ·
2012 · 
2013 · 
2014 · 
2015 · 
2016 · 
2017 · 
2018 · 
2019 · 
2020 · 
2021 · 
2022 · 
2023 ·
2024 ·
2025 ·

Onderdelen

Achtervolging (individueel) · 
afvalkoers · 
keirin · 
koppelkoers · 
omnium · 
ploegenachtervolging · 
puntenkoers · 
scratch · 
sprint · 
teamsprint ·  
tijdrijden

Voormalig:
stayeren ·
tandem